# Charles d'Aspremont Lynden
Pour le militaire du XVIIIe siècle, voir Charles d'Aspremont Lynden (1689-1772).
Pour les articles homonymes, voir Lynden (homonymie).
 (mai 2011).
Si vous disposez d'ouvrages ou d'articles de référence ou si vous connaissez des sites web de qualité traitant du thème abordé ici, merci de compléter l'article en donnant les références utiles à sa vérifiabilité et en les liant à la section « Notes et références ».
Charles Albert Ferdinand Gobert, comte d'Aspremont Lynden (Bruxelles, 31 octobre 1888 - Natoye, 21 juin 1967) est un homme politique belge, et ministre du Parti catholique.
D'Aspremont était docteur en droit et propriétaire terrien. Il fut sénateur (1936-1939 et 1946-1961) et représentant (1939-1946) dans l'arrondissement de Dinant-Philippeville, pour le Parti catholique (dont il fut le président de son aile conservatrice, la Fédération des cercles et associations catholiques). D'Aspremont fut ministre de l'Agriculture en 1939-1940 et ministre sans portefeuille dans le Gouvernement Pierlot IV à Londres (1940-1944).
Il était le père du ministre Harold Ch. d'Aspremont Lynden.

## Sources
- P. Van Molle, Het Belgisch parlement, p. 58.
- H. Gaus, Biografisch politiek lexicon, p. 190-191.